# 威廉·哈爾 (牧牛人)
威廉·金·哈爾（英語：William King Hale，1874年12月24日—1962年8月15日），又稱為比爾·哈爾（Bill Hale），是一名美國歐塞奇縣的牧牛人、政治老大和犯罪大亨。他是印第安領地歐塞奇印第安人保留區的出眾人物，在那裡他建立了著名的哈爾牧場，並且靠養牛發大財。
哈爾是奧塞奇印第安人保留區內的權力玩家，他透過多年的賄賂、恐嚇和敲詐勒索，令他在當地的聲名掘起。1920年代，他下令謀殺他侄子歐內斯特·勃克哈特的歐塞奇族妻子所屬的家族，以密謀加强控制他們的人頭權。他在1929年10月被控告殺害亨利·羅恩（Henry Roan）罪成，判處終身監禁，1947年7月獲得假釋。他於1962年在亞利桑那州去世。
由大衛·格雷恩所寫的2017年書籍《花月殺手：美國連續謀殺案與FBI的崛起》主要講述哈爾計劃的謀殺案，該書改編成馬丁·史柯西斯執導的2023年電影版，演員勞勃·狄尼洛扮演哈爾。

## 早年
他於1874年12月24日出生在德薩斯州的亨特縣。他顯然在20世紀來臨之前來到印第安人領土的歐塞奇印第安人保留區。
聯邦調查局（FBI）特別探員湯姆·懷特在1932年寫給FBI局長約翰·埃德加·胡佛的備忘錄中寫道：
最終（哈爾）成為百萬富翁，他主宰了當地政治，而且似乎無法因為他所犯下的許多罪行而受到懲罰……他建立權力和威望的方法是透過給予他們禮物和恩惠，使許多人都欠他人情債。因此，他在鄰近地區擁有大量的追隨者，不僅包括烏合之眾，也包括許多良好和富裕的公民。

## 殺人

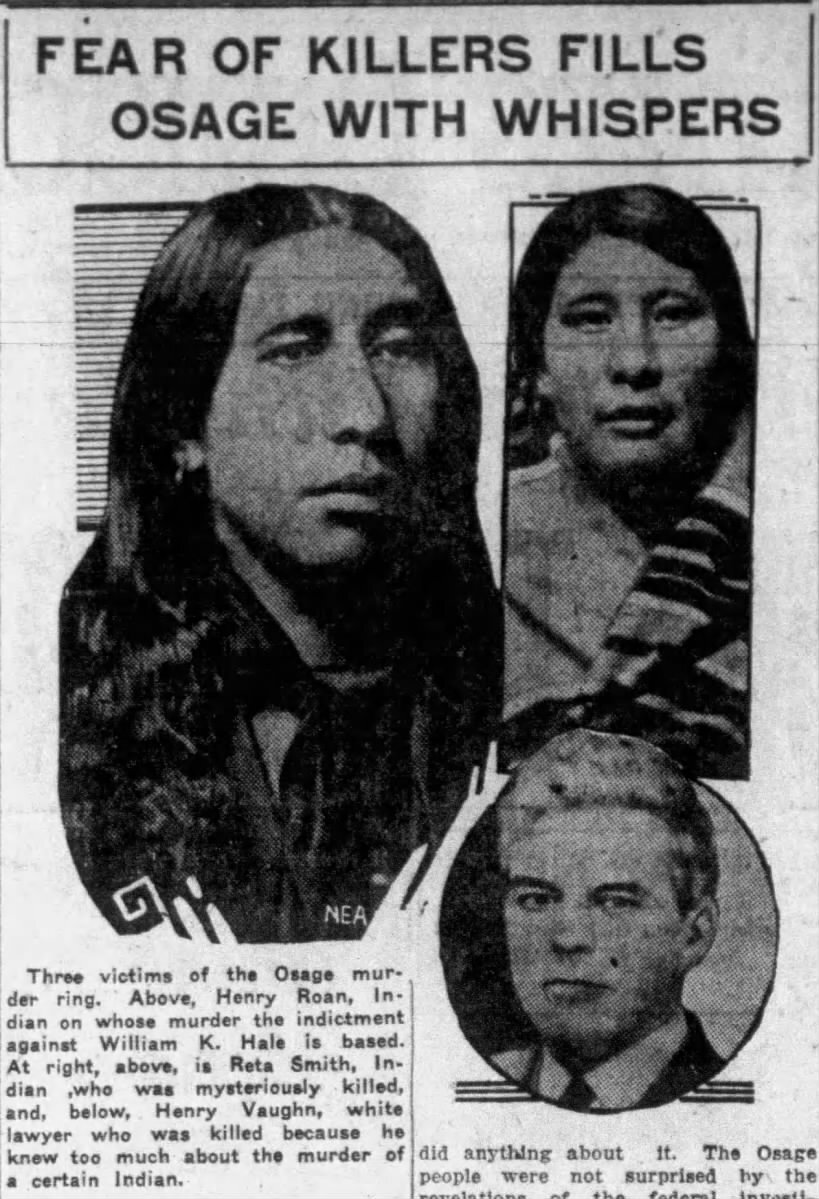
亨利·羅恩、麗塔·史密斯和威廉·沃恩

威廉·哈爾與他的侄子歐內斯特（Ernest）和布萊恩·勃克哈特（Bryan Burkhart）密謀殺害幾個歐塞奇印第安人，以奪取歐塞奇人頭權。歐內斯特娶了一名土生土長的歐塞奇人莫莉·基爾（Mollie Kile，或稱Kyle）。威廉·哈爾在1921年雇人槍殺莫莉的妹妹安娜·布朗（Anna Brown）。安娜的人頭權由她的母親莉茲（Lizzie Q）和莫莉繼承。莉茲和幾個表兄弟的去世，讓莫莉和歐內斯特成為1920年代擁有價值數十萬美元人頭權的繼承人。莫莉生病，並發現被下毒了。當她搬走時，她康復起來。後來她與歐內斯特離婚，而他們的孩子繼承了莫莉的遺產。

## 調查
歐塞奇部落委員會（Osage Tribal Council）很早就懷疑起哈爾，但無法從鎮裡的居民身上發現任何證詞，其中許多居民都是被哈爾賄賂或威脅要閉嘴的。委員會向聯邦調查局（FBI）的前身調查局（BOI）尋求幫助，調查局派了四名臥底探員到保留區，探員們在接下來的幾年間獲得鎮上居民的信任，令他們開始公開對付哈爾。哈爾的侄子被脅迫協助該陰謀，他最終認罪並指控哈爾，還有指控哈爾僱用來殺人的契約殺手和哈爾的受賄律師。1929年，哈爾因下令謀殺罪名成立，並且要入獄。

## 定罪和晚年

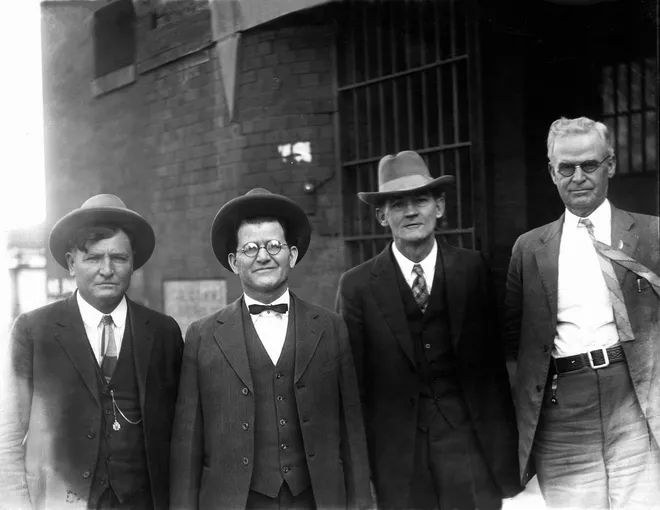
1926年的威廉·哈爾（左邊第二個）和John Ramsey（左邊第三個）被兩名美國法警夾在中間

經過四次審判後，哈爾於1929年在聯邦地方法院（Federal District Court）被判犯只有一樁殺人罪，那就是槍殺了安娜·布朗的堂兄弟亨利·羅恩（Henry Roan），並被送往堪薩斯州的萊文沃思監獄。哈爾曾試圖在羅恩去世僅一周後，兌現羅恩的25,000美元保險單；哈爾也義務擔當羅恩的抬棺人之一。他被判終身監禁，但於1947年7月31日假釋。在一次探訪期間，哈爾的親屬說他曾說過「如果該死的歐內斯特閉上他的嘴巴，我們現在就會發達了」。他在大約1950年移居至亞利桑那州的鳳凰城。他於1962年8月15日在療養院去世，被埋葬在堪薩斯州的威奇托。
布萊恩·勃克哈特轉為污點證人，沒有坐牢。他的兄弟歐內斯特在州法院被判終身監禁，並被送往麥卡萊斯特的奧克拉荷馬州監獄。他在1959年獲釋，並在1966年獲得州長亨利·貝爾蒙的特赦。

## 流行文化
- 《花月殺手：美國連續謀殺案與FBI的崛起》：2017年書籍，由大衛·格雷恩（英语：David Grann）選寫，該書報導了哈爾是連續謀殺案的主謀。
- 《花月殺手》：2023年電影，由馬丁·史柯西斯執導，演員勞勃·狄尼洛扮演哈爾。

## 外部連結
- FBI Pressroom: Murder and Mayhem in the Osage Hills （页面存档备份，存于）
- Freedom of Information Act documents on the Osage Indian Murders （页面存档备份，存于）
- Morrison v State Appelate Court ruling （页面存档备份，存于）